# 1806 în literatură
Anul 1806 în literatură a implicat o serie de evenimente și cărți noi semnificative.  

## Cărți noi
- Harriet Butler - Vensenshon
- Catherine Cuthbertson - Santo Sebastiano
- Charlotte Dacre - Zofloya
- Maria Edgeworth - Leonora
- Sophia Frances - Vivonio
- William Herbert -The Spanish Outlaw
- Rachel Hunter -Lady Maclairn, The Victim of Villany
- Francis Lathom - The Mysterious Freebooter
- Matthew Gregory Lewis - Feudal Tyrants
- Lady Morgan - The Wild Irish Girl
- Henrietta Rouviere Mosse - The Heirs of Villeroy
- Louisa Stanhope - Montbrasil Abbey